# Fadéyevski
Fadéyevski (del ruso: Фаде́евский), es un jútor del raión de Beloréchensk del krai de Krasnodar, en Rusia. Se sitúa en la orilla derecha del río Abazinka, un afluente del río Psheja, tributario del Bélaya, de la cuenca hidrográfica del Kubán, 14 km al suroeste de Beloréchensk y 80 km al sureste de Krasnodar, la capital del krai. Tenía 153 habitantes en 2011.
Pertenece al municipio Pshejskoye.